# Katherine Clifton, 2. Baroness Clifton
Katherine Clifton, 2. Baroness Clifton (* um 1592; † 21. August 1637 in Paisley, Renfrewshire), war eine englische Adlige und durch Ehe schottische Duchess of Lennox.

## Leben
Sie war das einzige Kind des Politikers Gervase Clifton, 1. Baron Clifton, Gutsherr von Barrington Court in Somerset, aus dessen Ehe mit Catherine Darcy, Erbtochter des Sir Henry Darcy, Gutsherr von Brimham in Yorkshire und Leighton Bromswold in Huntingdonshire.
1609 heiratete sie in erster Ehe den schottisch-französischen Adligen Lord Esmé Stewart, 7. Seigneur d’Aubigny, jüngerer Sohn des Esmé Stewart, 1. Duke of Lennox.
Als ihr eigener Vater 1618 starb, erbte sie suo iure dessen englischen Adelstitel als 2. Baroness Clifton.
Seit ihr Gatte im Juni 1619 zum englischen Earl of March erhoben wurde, führte sie den Höflichkeitstitel Countess of March, seit ihr Gatte im Februar 1624 den schottischen Titel 3. Duke of Lennox erbte den Höflichkeitstitel Duchess of Lennox und nachdem ihr Gatte im Juli 1624 gestorben war den Höflichkeitstitel Dowager Duchess of Lennox.
Spätestens 1632 heiratete sie in zweiter Ehe den schottischen Adligen James Hamilton, 2. Earl of Abercorn (um 1604–um 1670). Am 28. November 1632 erwirkte sie eine königliche Lizenz, die ihr trotz ihrer zweiten Ehe weiterhin den gesellschaftlichen Rang einer Duchess of Lennox statt dem niedrigeren Rang einer Countess of Abercorn bestätigte.
Als bekennende Katholikin musste sie Repressionen durch die presbyterianische Church of Scotland erdulden. So wurde sie von der Synode ihres Wohnortes Paisley am 3. Februar 1628 exkommuniziert und wurde dort nach ihrem Tod 1637 ohne Zeremonie bestattet. Ihr Baronesstitel fiel an ihren ältesten Sohn James Stewart, 4. Duke of Lennox, als 3. Baron Clifton.

## Nachkommen
Aus ihrer ersten Ehe mit Esmé Stewart, 3. Duke of Lennox, hatte sie elf Kinder:
- Lady Elizabeth Stewart (1610–1674), ⚭ 1626 Henry Howard, 22. Earl of Arundel;
- James Stewart, 4. Duke of Lennox (1612–1655), ⚭ 1637 Lady Mary Villiers, Tochter des George Villiers, 1. Duke of Buckingham;
- Lady Anne Stewart (1614–1646), ⚭ 1629/30 Archibald Douglas, 1. Earl of Ormonde;
- Lord Henry Stewart (1616–1632), 8. Seigneur d’Aubigny;
- Francis Stewart († um 1617);
- Lady Frances Stewart (1617–1694), ⚭ 1632 Jerome Weston, 2. Earl of Portland;
- Margaret Stewart († um 1618);
- Lord George Stewart (1618–⚔ 1642), 9. Seigneur d’Aubigny, ⚭ 1638 Lady Catherine Howard, Tochter des Theophilus Howard, 2. Earl of Suffolk;
- Lord Ludovic Stewart (1619–1665), 10. Seigneur d’Aubigny, Abt von Haute Fontaine, Kardinal;
- Lord John Stewart (1621–⚔ 1644), General der Kavallerie;
- Lord Bernard Stewart (1623–⚔ 1645), Kommandeur der königlichen Garde.

Aus ihrer zweiten Ehe mit James Hamilton, 2. Earl of Abercorn, hatte sie drei Kinder:
- James Hamilton, Lord Paisley (um 1633–vor 1670), ⚭ 1653 Catherine Lenthall;
- William Hamilton (⚔ vor 1670), Colonel;
- George Hamilton, 3. Earl of Abercorn (um 1636–vor 1683).